# Indonesiërs in Nederland

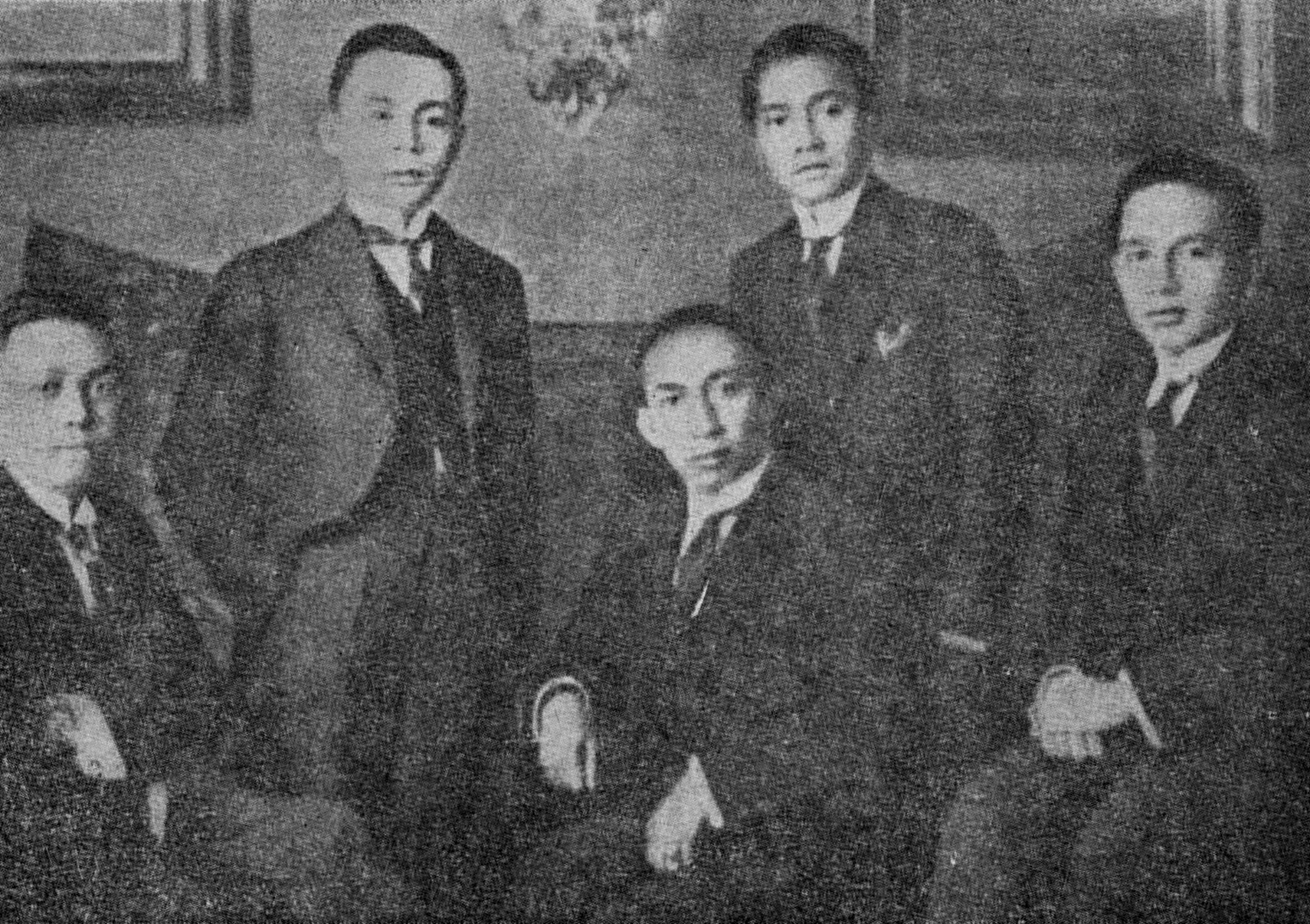
Indonesische studenten in Nederland

Indonesiërs in Nederland of Indonesische Nederlanders vormen de vierde grootste migrantengroep in Nederland na Turkse, Marokkaanse en Surinaamse Nederlanders met in 2022, 362,685 mensen.
De meeste Indonesiërs in Nederland komen rechtstreeks vanuit Indonesië. Een kleiner deel is gemigreerd vanuit andere landen, waaronder Suriname en de Nederlandse Antillen. Zo wonen er ongeveer 100.000 Surinaamse Nederlanders met voorouders uit (het voormalige) Nederlands-Indië in Nederland; de Javaanse Surinamers. Ook heb je Indische Nederlanders (Indo's), die van gemengd Indonesisch-Nederlands bloed zijn, in 2021 woonde er ongeveer 1,700,000 indo's in Nederland.

## Terminologie
Indonesische Nederlanders, zijn 'volbloed' migranten uit het hedendaagse Indonesië en worden onderscheiden van subgroepen zoals Molukse Nederlanders, Indische Nederlanders en Surinaamse Nederlanders van Javaanse oorsprong.

## Religie
De meeste Indonesiërs in Nederland, voornamelijk recentere migranten zijn moslim. Andere vertegenwoordigde geloven zijn het christendom, hindoeïsme en boeddhisme,  de meeste Indonesische christenen zijn Indo of Moluks, terwijl de Indonesische hindoes voornamelijk Balinees zijn. Overige Indonesiërs volgen traditionele godsdiensten of hebben geen religieuze overtuiging.